# Радован Панков (политичар)
Радован Панков (Товаришево, код Бачке Паланке, 23. октобар 1946 — Нови Сад, 5. децембар 2024) био је српски политичар и функционер Социјалистичке партије Србије, потпредседник Народне скупштине Србије и министар у Влади Србије.

## Биографија
Рођен је 1946. у Товаришеву, код Бачке Паланке. Завршио је Вишу педагошку школу, смер математика и дужи низ година предавао у школи. Потом се политички ангажоваo као члан Савеза комуниста и 1986. био изабран за председника Скупштине општине Бачка Паланка.
Заједно са Михаљем Кертесом, секретаром Председништва Општинског комитета Савеза комуниста Бачке Паланке, након Осме седнице ЦК СК Србије, 1987. подржао је политичку струју председника Централног комитета Слободана Милошевића, због чега је дошао у сукоб са руководством Покрајинског комитета Савеза комуниста Војводине. Кертес и Панков били су покретачи и једни од организатора антибирократске револуције у САП Војводини. 
Након смене покрајинског руководства, које је означено као аутономашко, заједно са Кертесом, Недељком Шиповцем, Радоманом Божовићем, Југославом Костићем и др, ушао је у најужи круг новог покрајинског државно-партијског руководства. Био је изабран за члана Покрајинског комитета СК Војводине и члана Централног комитета СК Југославије.
За председника Покрајинске конференције Социјалистичког савеза радног народа Војводине изабран је 14. децембра 1989. године. Након формирања Социјалистичке партије Србије (СПС) постао је њен члан. На Првој оснивачкој конференцији СПС за Војводину, на којој је дошло до уједињења Савеза комуниста Војводине и ССРН Војводине, изабран је за потпредседника Покрајинског одбора СПС за Војводину. Упоредо је био члан Главног одбора СПС и његовог Извршног одбора.
На првим вишепартијски изборима у Србији, одржаним децембра 1990, изабран је за народног посланика. Након конституисања Народне скупштине Србије 16. јануара 1991. изабран је за потпредседника Скупштине, док су председници били — Слободан Унковић и Александар Бакочевић. Ову функцију обављао је до формирања новог сазива Скупштине 25. јануара 1993. године. За народног посланика републичке скупштине биран је на изборима 1993. и 1997. године.
Након савезних избора маја 1992, изабран је од стране Народне скупштине Србије за посланика Већа република Савезне скупштине СР Југославије, где je 12. јуна 1992 изабран за потпредседника Већа, док је председник био Милош Радуловић. Ову функцију обављао је до 1994. године. За посланика савезне скупштине биран је и на савезним изборима 1996. године.
Након републичких избора, децембра 1993, на којима је поново изабран за посланика, постао је министар дијаспоре (министар за везе са Србима ван Србије) у првој Влади Мирка Марјановића, која је формирана 15. марта 1994. године. Министарску функцију обављао је до 24. марта 1998, кад је формирана нова Влада, a након парламентарних избора одржаних 1997. године. Након напуштања министарске функције, био је само републички и савезни народни посланик.
За члана Главног одбора Социјалистичке партије Србије биран је на Првом (1990), Другом (1992), Трећем (1996) и Четвртом конгресу СПС (2000). Био је и члан Извршног одбора Главног одбора. Од конституисања Покрајинског одбора СПС за Војводину 12. октобра 1990. био је његов потпредседник, а од 16. октобра 1992. председник Покрајинског одбора. Ову функцију обављао је до 1996, када је поново изабран за потпредседника.
Из политичког живота се повукао након политичких промена октобра 2000. године. Његов унук, који носи његово име — Радован Панков (1995) познати је српски фудбалер.
Преминуо је 5. децембра 2024. године.